# Nicola Zaccheo
Nicola Zaccheo (Acquaviva delle Fonti, 25 agosto 1967) è un dirigente pubblico e privato italiano, dal 19 ottobre 2020 presidente dell'ART.

## Biografia
Dopo la Laurea in fisica all'Università di Bari, ha completato la propria formazione con corsi di alta specializzazione frequentati in Italia e all’estero, tra cui international business, gestione aziendale e controllo di gestione.
È stato amministratore delegato di aziende private nel settore aerospaziale, fra cui SITAEL Spa, ALTA Spa, Aurelia Microelettronica Spa, CAEN Aurelia Space Srl. Ha ricoperto il ruolo di consigliere di amministrazione del Distretto Tecnologico Aerospaziale Pugliese e dell'Associazione delle Imprese per le Attività Spaziali, è stato vice presidente dell’International Astronautical Federation Satellite Commercial Applications Committee e membro del Policy Committee dell’Associazione Industrie Spaziali Europee.
Il 24 gennaio 2019 è stato nominato presidente dell'Ente nazionale per l'aviazione civile (ENAC) diventando presidente di diritto del Comitato interministeriale per la sicurezza dei trasporti aerei e degli aeroporti (CISA), di cui l'ENAC si avvale per espletare i compiti di autorità nazionale di regolazione per il coordinamento e il controllo dell’attuazione delle norme di sicurezza del trasporto aereo.
Terminato l'incarico all'ENAC, con decreto del presidente della Repubblica Italiana del 19 ottobre 2020 è stato nominato presidente dell'Autorità di regolazione dei trasporti (ART).
Zaccheo è membro onorario dell’European RULEBREAKER Society e dell'Associazione italiana di aeronautica e astronautica.

## Premi e riconoscimenti
- Premio 100 Eccellenze Italiane 2019, categoria Management[13]
- 2b AHEAD Innovation Award 2018[14]
- NASA Group Achievement Award[15]